# Pasipides
Pasipides (en llatí Pasippidas en grec antic Πασιππίδας) fou un militar espartà.
Després de la batalla de Cízic l'any 410 aC va rebre l'encàrrec de recollir els vaixells de les ciutats aliades; quan l'illa de Tasos es va revoltar contra Esparta, va ser acusat de tolerar la revolta per suborn del sàtrapa Tisafernes, i va ser desterrat, però per poc temps, ja que el 408 aC ja apareix al front de l'ambaixada enviada per Esparta a Pèrsia per contrarestar l'ambaixada atenenca; els espartans només van arribar fins a Gòrdion a Frígia, ja que a la primavera del 407 aC quan anaven a continuar es van trobar amb una altra ambaixada espartana que tornava i que ja havia obtingut els objectius proposats, segons explica Xenofont.